# Dodge Tomahawk

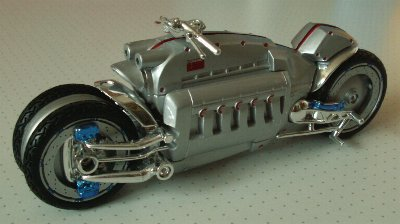
Dodge Tomahawk als Modell

Die vierrädrige Designstudie des US-amerikanischen Herstellers und Chrysler-Tochter Dodge vom Typ Tomahawk ist ein dem Motorrad ähnliches Zweispurfahrzeug. Das mit Anleihen im Art-Déco-Stil versehene Konzept wurde 2003 entwickelt und sorgte damals bei der Detroit-Motor-Show für Aufsehen. 

## Technische Daten
Die 680 kg schwere Tomahawk benötigt 2,5 Sekunden für die Beschleunigung auf 100 km/h. Die Höchstgeschwindigkeit ist mit 480 km/h angegeben, theoretisch wäre eine weit höhere möglich, die die 680-km/h-Marke überschreitet. Als Antriebsaggregat dient ein Zehn-Zylinder-V-Motor mit 8277 cm³ Hubraum, der schon im Dodge-Sportwagen Viper verwendet wird. Die Leistung beträgt 372 kW (506 PS), bei 5800 Umdrehungen pro Minute und einem maximalen Drehmoment von 712 Nm.

## Produktion
Obwohl die Tomahawk „unfahrbar“ genannt wird, wurden neun Exemplare gebaut und zum Preis von einer halben Million Dollar an Sammler verkauft.